# アントワーヌ・ローラン・ダンタン
アントワーヌ・ローラン・ダンタン（Antoine Laurent Dantan、1798年12月8日 - 1878年5月25日）はフランスのアカデミック美術の彫刻家である。彫刻家の弟、ジャン＝ピエール・ダンタン(Jean-Pierre Dantan: 1800-1869)と区別するために「年長のダンタン(Dantan l'Aîné)」と呼ばれることもある。

## 略歴
オー＝ド＝セーヌ県のサン＝クルーで生まれた。父親は装飾彫刻の工芸家で、父親から弟とともに木彫を学んだ。1816年にパリ国立高等美術学校に入学し、フランソワ・ジョゼフ・ボジオのもとで彫刻を学んだ。
1828年にヘラクレスを題材に作品を制作し、彫刻部門のローマ賞を受賞し、数年間ローマに留学した。弟のジャン＝ピエール・ダンタンと同じように人物の胸像も多く制作したがその分野では、弟のほうがよく知られていた。現在ルーブル美術館に収蔵されている「犬といる水浴びする少年」やルーブル宮殿の17世紀フランスの建築家、ジャック・ルメルシエの像などで知られている。ディエップのフランス海軍軍人、アブラハム・デュケーヌのモニュメントなどの仕事もした。
20cmから60cmほどの小さい大理石像やブロンズ像も制作した。その中には1824年のシャルル10世像や画家のジョヴァンニ・ベッリーニの像、タンバリンを持つナポリの少年像などがあった。
息子のエドゥアール・ジョゼフ・ダンタンは画家になった。

## 作品

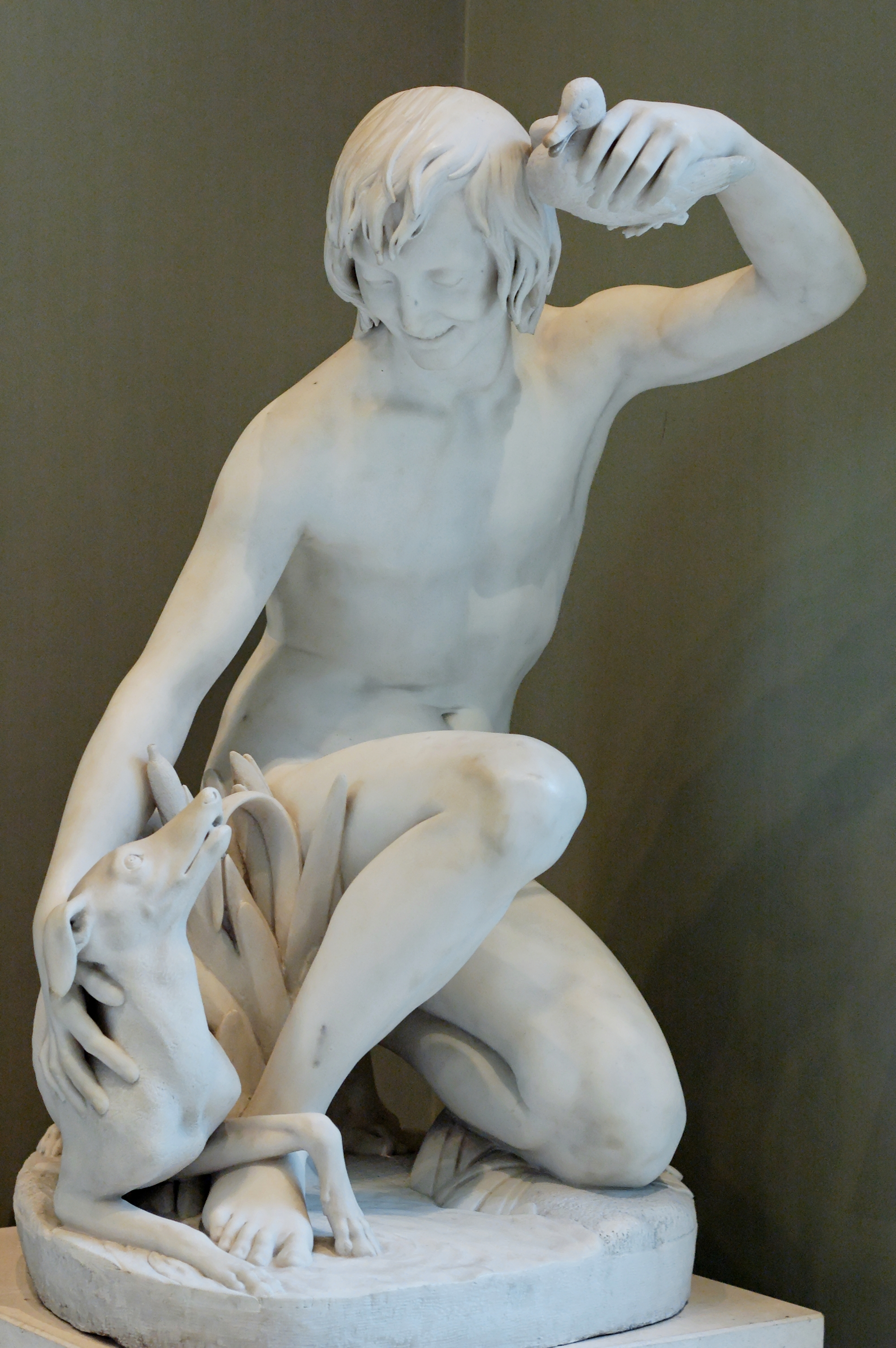
「犬といる水浴びする少年」(1833) ルーブル美術館蔵
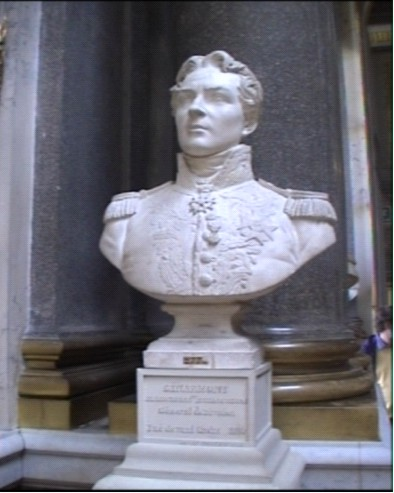
アレクサンドル＝アントワーヌ・ユロー像 - 砲兵指揮官 Galerie des Batailles、ヴェルサイユ宮殿
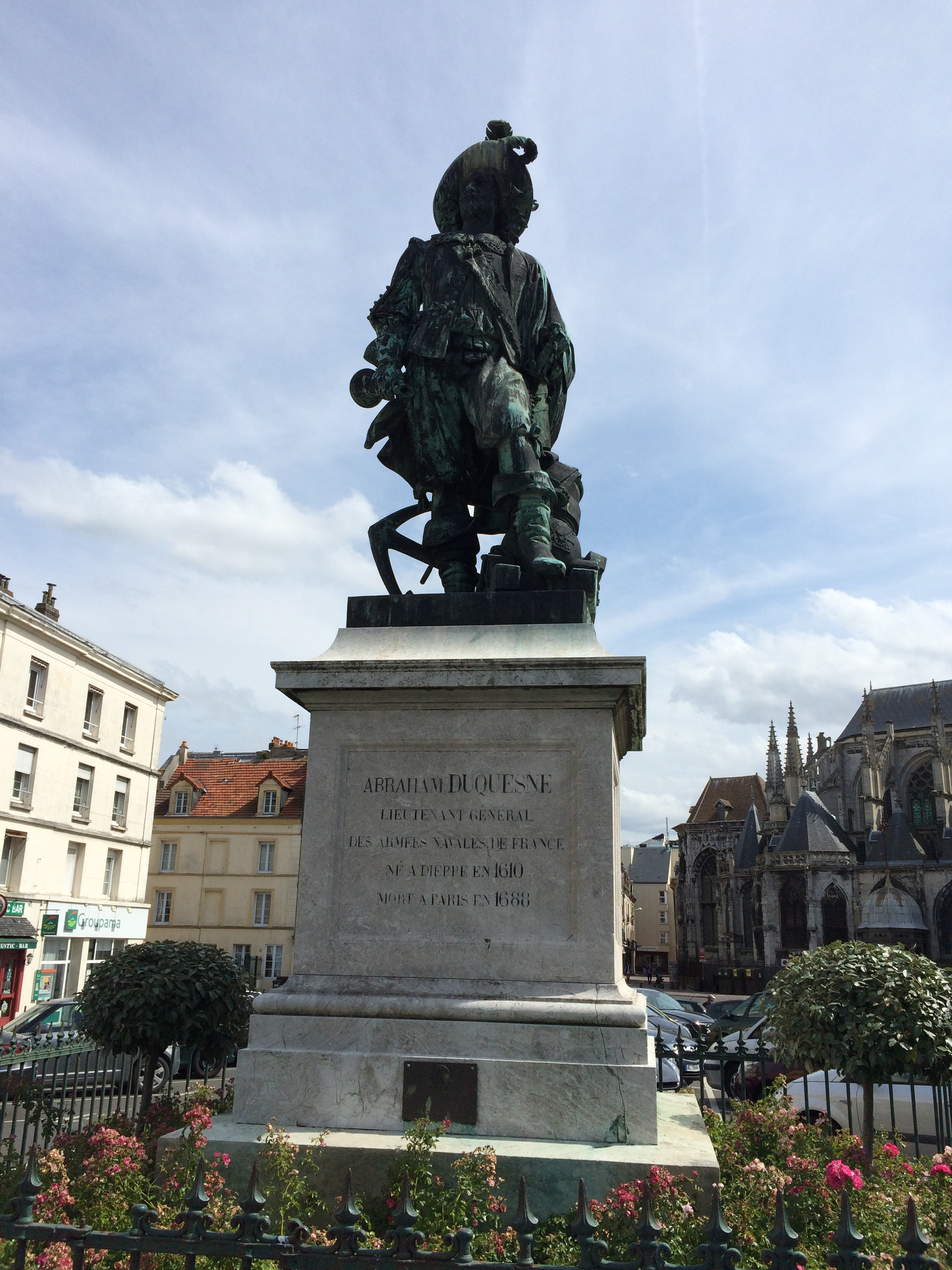
ディエップのフランス海軍軍人、アブラハム・デュケーヌの像
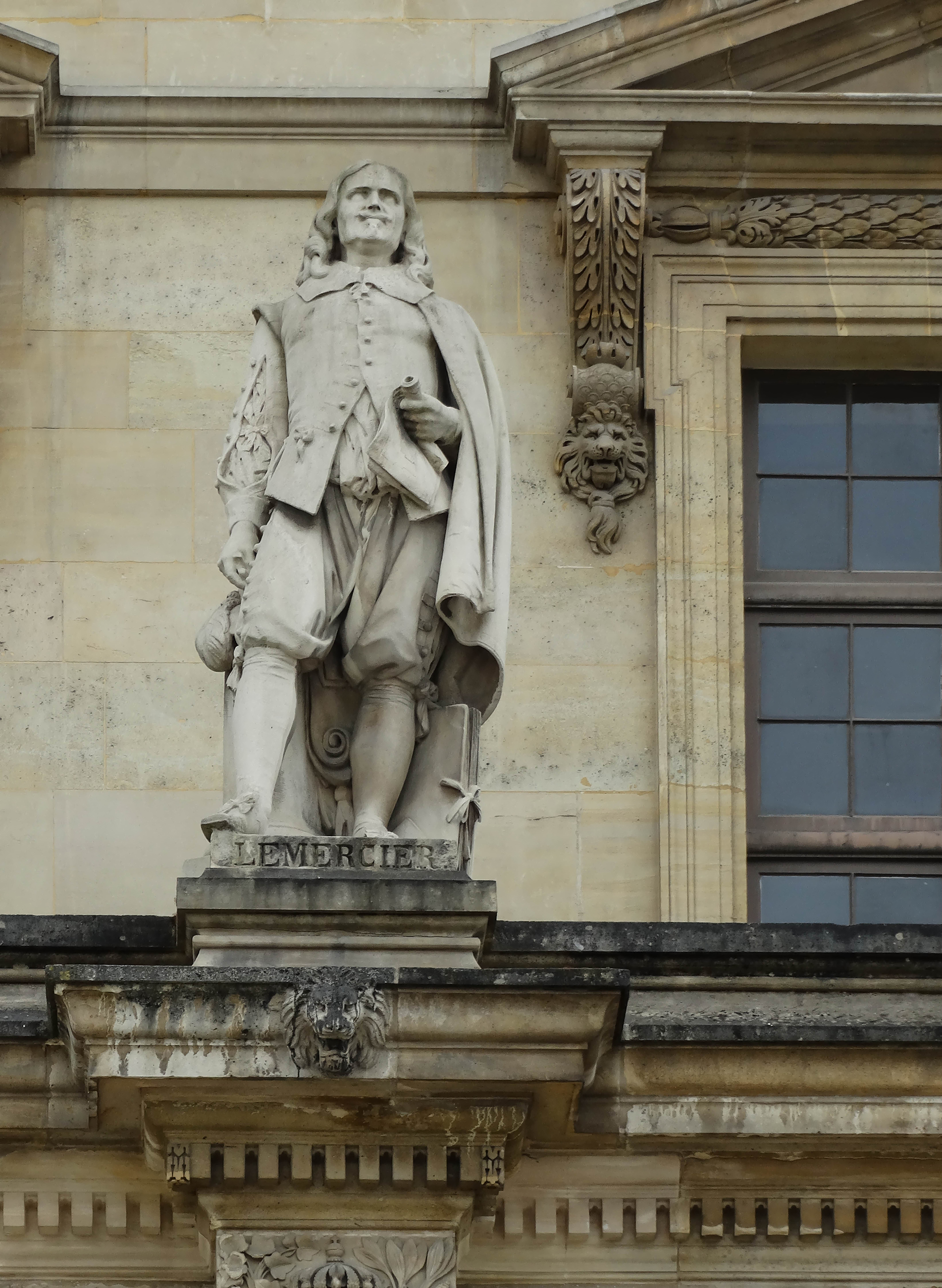
ジャック・ルメルシエ像 ルーブル宮殿